# Адроміскус Купера
Адроміскус Купера (Adromischus cooperi) — сукулентна рослина з роду адроміскус родини товстолистові (Crassulaceae).

## Етимологія
Видова назва носить ім'я Едварда Томаса Купера (англ. Thomas Cooper, 1815—1913), англійського ботаніка.

## Морфологічні ознаки

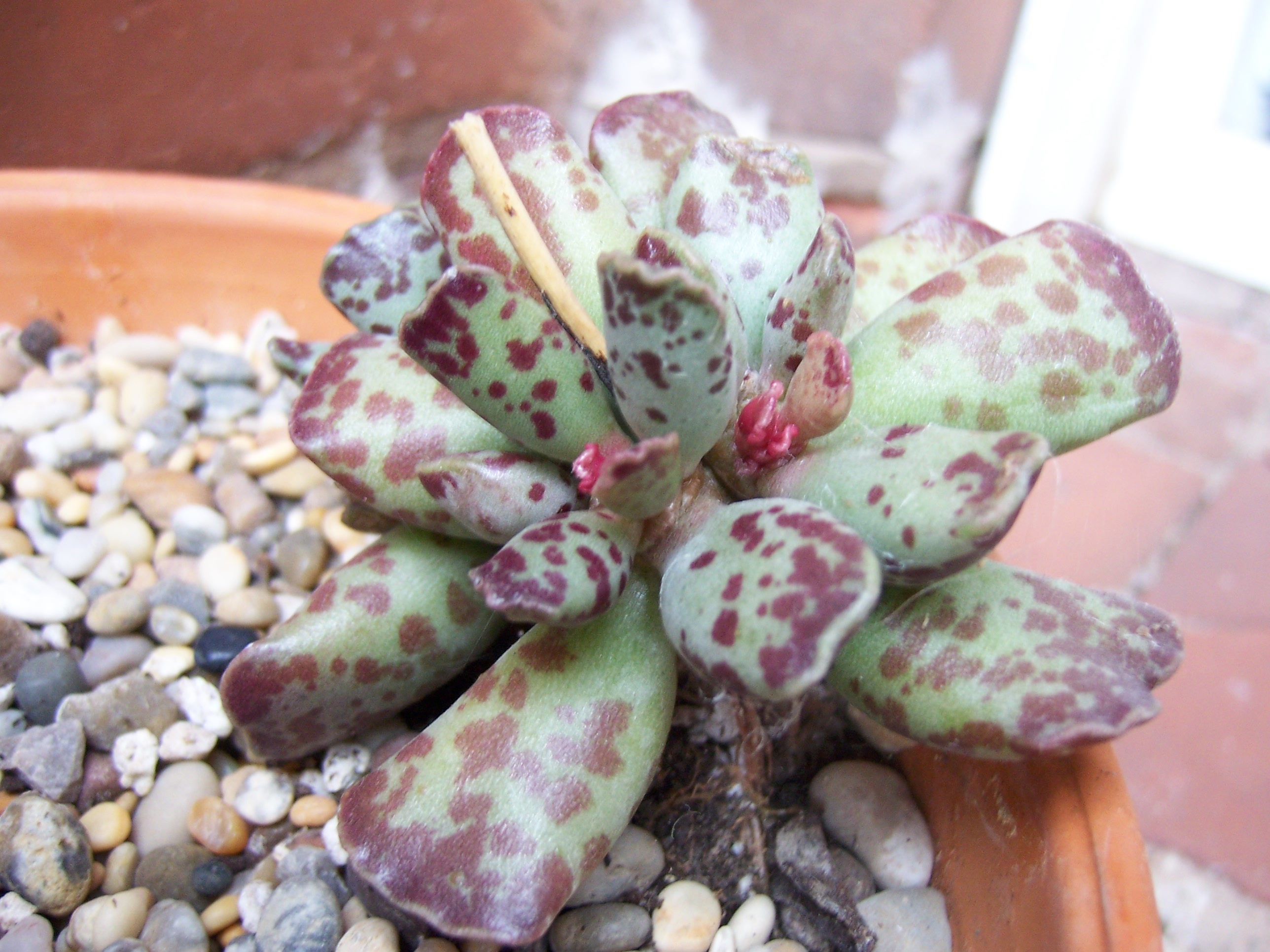
Adromischus cooperi в кімнатній колекції

Багаторічні рослини з короткими прямостоячими гілками до 0,1 м заввишки, сильно розгалуженими від основи, з волокнистим корінням. Листки від довгастих до видовжено-лопатчатих, рідко трикутної форми, від 25 (зазвичай 40—65) до 90 мм завдовжки і 10—20 (до 30) мм завширшки, від клиноподібної до черешкової, зазвичай з тупою або зрізаною і часто хвилястою верхівкою, від зеленого до сіро-зеленого забарвлення з темнішими або фіолетовими плямами або без них. Суцвіття — колосоподібний щиток з 1-квітковими цимами, 0,25-0,4 м завдовжки, сіро-зелені до майже білих з густим нальотом; квітконіжки 1—2 (до 3) мм завдовжки. Бруньки закруглені, але злегка поздовжньо-жолобчасті, поступово звужуються до верхівки, спочатку прямостоячі, пізніше дещо розпростерті. Чашечка завдовжки 1,5—2,5 мм, сіро-зелена. Віночок з циліндричною трубкою 9—11 мм завдовжки, блідо-рожевий з густим нальотом; частки від ланцетних до ланцетно-трикутних, 3—4,5 мм завдовжки, загострені, з булавоподібними трихомами, рожевими, часто насичено-червоними до країв і верхівок. Луски довгасті до майже квадратних, 1—1,3 х 0,9—1,1 мм, вирізані, злегка розширені до середини.

## Поширення

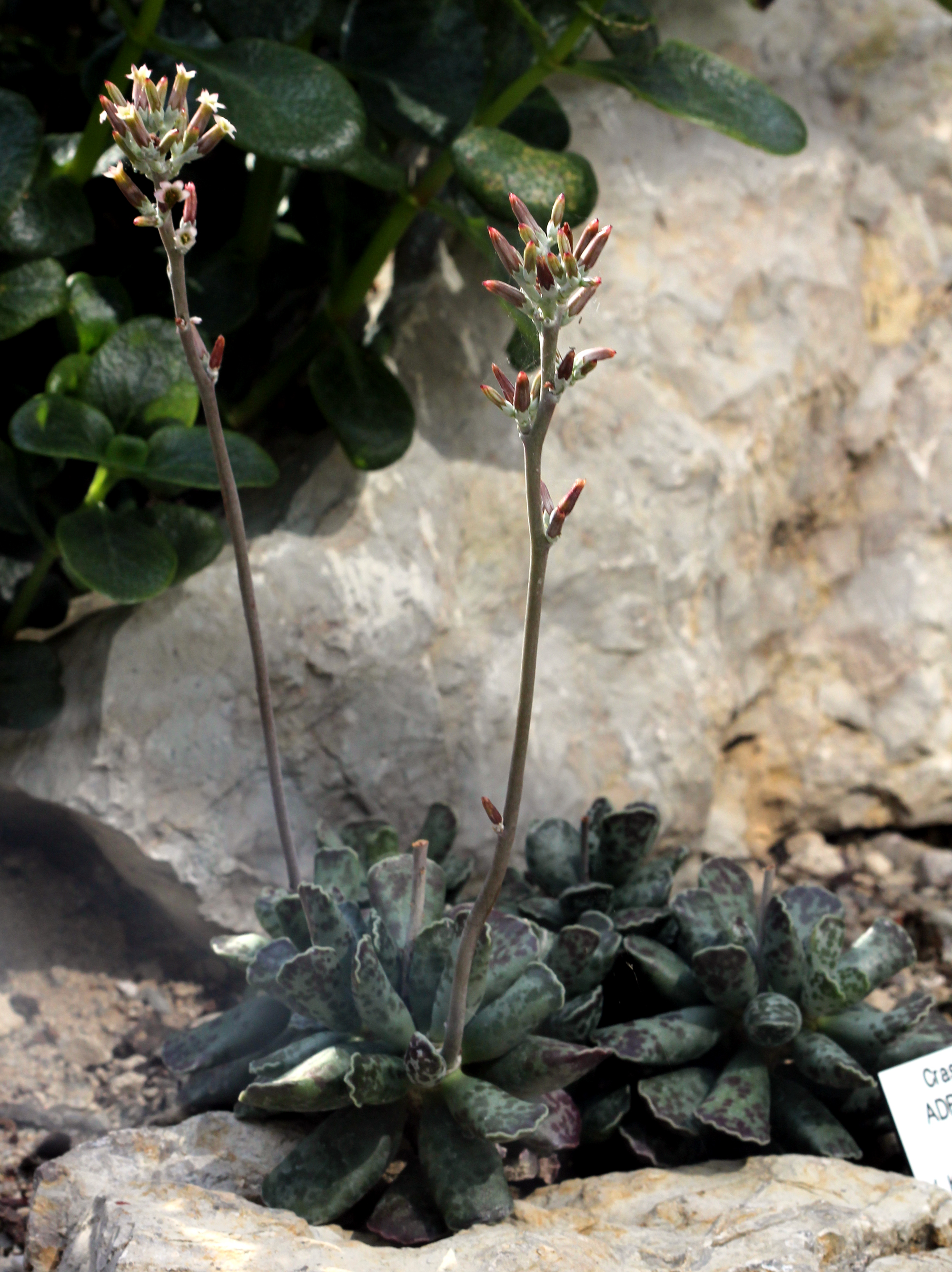
Adromischus cooperi цвіте в Ботанічному саду Карлового університету, Прага, Чехія

Південноафриканський ендемік. Поширений в Східнокапській провінції. Зустрічається у Східному Кару між Сомерсет-Істом, Граафф-Рейнетом, Мідделбургом і Квінстауном.

## Середовище проживання та екологія
Локалізується в ущелинах скель, зазвичай на схилах або в тіні іншої рослинності.

## Природоохоронний статус
Adromischus cooperi входить до Червоного списку Міжнародного союзу охорони природи та Червоного списку рослин Південно-Африканської Республіки (англ. Red List of South African Plants) зі статусом Види в найменшій загрозі. Він є ендеміком Східного Кару, але відносно широко поширений з областю поширення (EOO) 22 239 км². Вид налічує понад 20 зареєстрованих субпопуляціяй. Він не має серйозних загроз, тому не підозрюється, що він знаходиться під загрозою зникнення. Зараз цей вид не відчуває значної загрози, але більша частина його ареалу припадає на територію, де передбачається широко розповсюджений видобуток сланцевого газу. Очікується, що розвиток інфраструктури, пов'язаної з гідророзривом, не зазнає значного впливу на його специфічне місце проживання, скелясті схили, і вплив на популяцію може бути незначним. Крім того, після стратегічної оцінки впливу на навколишнє середовище, яка була проведена у 2016 році, малоймовірно, що гідророзрив буде продовжено. Цей вид віддає перевагу скелястим середовищам проживання також захищає його від впливу випасу худоби.

## Варіації
Найпоширеніший вид у Намакваленді, який демонструє деякі місцеві варіації довжини стебел і кількості розгалужень, розміру та форми листя, а також кількості та інтенсивності фіолетових плям на них. Це дуже міцна рослина з плоским листям.